# Rædwald av East Anglia
Rædwald av East Anglia, död 624, var en engelsk monark. Han var kung av East Anglia 599–624. 